# Inarticulate Speech of the Heart
Inarticulate Speech of the Heart es el decimocuarto álbum de estudio del músico norirlandés Van Morrison, publicado por la compañía discográfica Warner Bros. Records en marzo de 1983. Morrison comentó que el título surgió del alfabeto shaviano: «Esa idea de comunicarse con la menor articulación posible, y al mismo tiempo ser emocionalmente articulado». 
Como último álbum con Warner Bros, decidió hacer un disco integrado mayoritariamente por canciones instrumentales. En 1984, Morrison comentó: «A veces cuando estoy tocando algo, simplemente tarareo a la vez, y tiene una vibración diferente con respecto a una canción real. De modo que las canciones instrumentales solo intentan tratar de conseguir esa forma de expresión, que no es la misma que la de escribir una canción». El instrumental «Celtic Swing» apareció en la escena final de la película de Peter Jackson The Lovely Bones.

## Grabación
Las sesiones de grabación tuvieron lugar en California, Dublín y una serie de sesiones maratonianas en The Town House en Londres. En ellas, Morrison tocó el piano, la guitarra y el saxofón. Junto a él, dos músicos irlandeses, Arty McGlynn y Davey Spillane, tocaron en el álbum, otorgando al álbum una atmósfera celta.

## Lista de canciones
Todas las canciones escritas y compuestas por Van Morrison. 
| Cara A |                         |          |  |
| N.º    | Título                  | Duración |  |
| 1.     | «Higher Than the World» | 3:42     |  |
| 2.     | «Connswater»            | 4:09     |  |
| 3.     | «River of Time»         | 3:02     |  |
| 4.     | «Celtic Swing»          | 5:03     |  |
| 5.     | «Rave On, John Donne»   | 5:12     |  |

| Cara B |                                          |          |  |
| N.º    | Título                                   | Duración |  |
| 1.     | «Inarticulate Speech of the Heart No. 1» | 4:53     |  |
| 2.     | «Irish Heartbeat»                        | 4:40     |  |
| 3.     | «The Street Only Knew Your Name»         | 3:36     |  |
| 4.     | «Cry for Home»                           | 3:44     |  |
| 5.     | «Inarticulate Speech of the Heart No. 2» | 3:53     |  |
| 6.     | «September Night»                        | 5:16     |  |

| Temas extra (reedición de 2008) |                                                             |          |  |
| N.º                             | Título                                                      | Duración |  |
| 12.                             | «Cry for Home» (Toma alternativa)                           | 3:49     |  |
| 13.                             | «Inarticulate Speech of the Heart No. 2» (Toma alternativa) | 4:48     |  |

## Personal
- Van Morrison: guitarra, piano, saxofón alto y voz
- David Hayes: bajo
- Mark Isham: sintetizadores y trompeta
- John Allair: órgano y piano eléctrico
- Pee Wee Ellis: flauta y saxofones tenor y soprano
- Tom Donlinger: batería y percusión
- Mihr Un Nisa Douglass: coros
- Stephanie Douglass: coros
- Pauline Lozana: coros
- Arty McGlynn: guitarra acústica
- Davey Spilland: gaita irlandesa y flauta
- Chris Michie: guitarra
- Annie Stocking: coros
- Bianca Thornton: coros
- Peter Van Hooke: batería y pandereta

## Posición en listas
| País           | Lista                    | Posición |
| -------------- | ------------------------ | -------- |
| Estados Unidos | Billboard 200            | 116      |
| Noruega        | Norwegian Albums Chart   | 17       |
| Nueva Zelanda  | New Zealand Music Charts | 4        |
| Países Bajos   | Mega Albums Top 100      | 14       |
| Reino Unido    | UK Albums Chart          | 14       |